# Носовичи (Добрушский район)
Носовичи (бел. Насовічы) — агрогородок в Носовичском сельсовете Добрушского района Гомельской области Беларуси. Административный центр Носовичского сельсовета. С декабря 1926 года по август 1927 года административный центр Носовичского района.
Малая родина Героя Советского Союза В. Ф. Коленникова.

## География

### Расположение
В 26 км на юг от районного центра Добруша, в 35 км от Гомеля. В деревне расположен остановочный пункт, находится на линии Гомель — Бахмач.

### Гидрография
Река Уть (приток реки Сож).

## Транспортная система
Транспортная связь по автодороге Тереховка — Гомель. В населённом пункте 627 жилых домов (2004 год). Планировка состоит из 5 прямолинейных улиц (3 из которых длинные), с направленностью с юго-запада на северо-восток. Они связаны короткими улицами. Застройка двухсторонняя, преимущественно деревянными домами усадебного типа. В 1987—1992 годах построены кирпичные дома на 137 семей, в которых были переселены жители с загрязнённых после катастрофы на Чернобыльской АЭС территорий.

## История
Археологами, в 2,5 км на запад от агрогородка, обнаружено поселение I тысячелетия до н. э. Эта находка служит доказательством заселения этой местности с древних времён.
По письменным источникам населённый пункт известен с 1560 года как селение в Речицком повете Минского воеводства Великого княжества Литовского, владение Фащев. В 1640-е году по инвентарю Гомельского староства являлось селом с 2 дымами, 2 службами, и 1 пустынью — Шишковщино. По инвентарю 1752 года — 3 службы. После 1-го раздела Речи Посполитой (1772 год) в составе Российской империи в Белицком повете Могилёвской губернии, с 1919 года Гомельской губернии. В 1784 году согласно статистическому описанию губернии являлась местечком. В 1841 году построена деревянная Николаевская церковь. В 1854 году — 3 питейных дома, 2 ветряных мельницы, 2 винокурни, пивоваренный завод. В 1860 году имелись церковь, 4 мельницы, сукноваляльня. В 1874 году открылось народное училище (в 1889 году в нём училось 72 мальчика и 5 девочек). С 1879 года действовала мастерская по обработке овчин. В 1880 году центр Носовичской волости (до 8 декабря 1926 года). В состав волости в 1890 году входило 31 селение с 2149 дворами. В деревне находилась больница на 16 кроватей. С 1892 года работал винодельческий завод. В 1897 году находились хлебозапасный магазин, 24 лавки. После объявления манифеста 17 октября 1905 года в Носовичах произошёл еврейский погром. В 1905-6 годах жители деревни участвовали в протестах против притеснений со стороны властей. В 1909 году в деревне насчитывалось 5 кирпичных домов. В 1911 году открыто потребительское товарищество, имелось отделение почтовой связи, библиотека при школе.
В период немецкой оккупации летом 1918 года жители деревни создали партизанский отряд, которым руководили А. Косой и С. Просов. В 1926 году в бывшем фольварке организован совхоз.
С 8 декабря 1926 года в составе Белорусской ССР, до 4 августа 1927 года деревня являлась центром Носовичского района. С 8 декабря 1926 года центр Носовичского сельсовета Носовичского, с 4 августа 1927 года Гомельского, с 10 февраля 1931 года Тереховского, с 25 декабря 1962 года Добрушского районов Гомельского округа (до 26 июля 1930 года), с 20 февраля 1938 года Гомельской области.
В 1929 году организован колхоз, одновременно работал совхоз «Носовичи». Работали винзавод, тракторная мельница, ветряная мельница, швейная и портновская артели, кузница, слесарная и столярная мастерские.
Во время Великой Отечественной войны в деревне действовала подпольная группа. В сентябре 1943 года оккупанты сожгли 355 дворов и убили 52 жителей. В боях за деревню в 1941 и 1943 годах погибли 24 советских солдата, которые были похоронены в братской могиле в сквере. Освобождена 26 сентября 1943 года. На фронтах и партизанской борьбе погибли 374 жителя. В память о погибших в 1975 году в сквере установлен обелиск и доски с именами погибших.
В 1964 году построена Свято-Никольская церковь.
В 1979 году в деревню переселились жители в настоящее время не существующего посёлка Восточная Заря. До 1964 года в Носовичском сельсовете существовала деревня Хабаковка (не существует).
Центр племенного завода «Носовичи». Размещены комбинат бытового обслуживания, средняя школа, амбулатория, аптека, Дом культуры, библиотека, детский сад-ясли (уже в нём сделали квартиры, а построили новое здание — школа-сад), отделение связи, столовая (уже снесена), 3 (уже 7) магазина.
В 2010 году деревня Носовичи преобразована в агрогородок.

## Население

### Численность
- 2004 год — 627 дворов, 1584 жителя

### Динамика
- 1838 год — 121 двор
- 1848 год — 155 дворов
- 1860 год — 230 дворов, 1658 жителей
- 1880 год — 363 двора, 1378 жителей
- 1897 год — 550 дворов, 2855 жителей (согласно переписи)
- 1909 год — 3368 жителей
- 1959 год — 1345 жителей (согласно переписи)
- 2004 год — 627 дворов, 1584 жителя

## Инфраструктура
Основа экономики — сельское хозяйство
Носовичская средняя школа. В конце XIX века в Носовичах при молитвенном доме работала еврейская начальная школа.
- Дом культуры
- Краеведческий музей ГУО «Носовичская средняя школа» (1991)

## Достопримечательности
- В 1,5-2 км от Носович, на правом берегу реки Уть, расположен археологический памятник — поселение эпохи раннего железного века (1-е тыс. н. э.)  Историко-культурная ценность Республики Беларусь, шифр 313В000269
- Братская могила советских воинов (1943) —  Историко-культурная ценность Республики Беларусь, шифр 313Д000270

### Памятник, скульптура
- Памятник землякам, погибшим в Великой Отечественной войне
- Памятник жертвам аварии на Чернобыльской АЭС

## Известные уроженцы, жители
- Коленников, Василий Фёдорович — подполковник Советской Армии, участник Великой Отечественной войны, Герой Советского Союза.
- Романчиков, Георгий Степанович (1905—1993) — советский хозяйственный, государственный и политический деятель.
- Прибытковский, Лев Наумович — советский историк, востоковед.